# Bataille de Miahuatlán
Expédition du Mexique
Batailles
- Fortín
- Las Cumbres
- 1er Puebla
- Barranca Seca
- Cerro del Borrego
- Tampico
- 2e Puebla
- Atlixco
- San Pablo del Monte
- San Lorenzo
- Totoapan
- Morelia
- Campeche
- Veranos
- Tacámbaro
- La Loma
- Parral
- Chihuahua
- Álamos
- Ixmiquilpan
- Bagdad
- Camargo
- Miahuatlán
- Carbonera
- Guayabo
- Villa de Álvarez
- San Jacinto
- Querétaro

La bataille de Miahuatlán a eu lieu le 3 octobre 1866 à proximité de l'actuelle municipalité de Miahuatlán de Porfirio Díaz dans l'État d'Oaxaca, au Mexique. Elle opposait des éléments de l'armée républicaine mexicaine sous les ordres du général Porfirio Díaz et des troupes du Second Empire mexicain lors de la deuxième intervention française au Mexique . 
Les troupes impériales ont été vaincues, ouvrant à Díaz la voie vers Oaxaca . 

## Contexte
Les forces françaises du Second Empire français ont envahi le Mexique en 1862 et sont entrées dans Mexico le 7 juin 1863. En juillet 1863, soutenus par de nombreux Mexicains conservateurs, ils proclament un Empire catholique. Le trône a été donné à un archiduc autrichien qui est devenu Maximilien Ier du Mexique. Les républicains ont résisté, mais avec un succès limité. 
Toutefois, avec la fin de la guerre civile américaine en 1865, les États-Unis ont commencé à aider activement les républicains et à faire pression sur les Français pour qu'ils se retirent, ce qui fut commencé en mai 1866. Sans le soutien de la France, les forces impériales perdent plusieurs batailles contre les forces républicaines. Au moment de la bataille de Miahuatlán, Díaz avançait du sud vers la ville d'Oaxaca. 

## Bataille
Les forces de Díaz à Miahuatlán étaient presque à court de nourriture et de munitions, trempées de pluie et démoralisées.
Il a pris une position défensive face au nord-ouest, où il a été attaqué par 1 100 soldats impériaux sous le commandement du général Carlos Oronoz assisté d'un officier français, Enrique Testard. Les assaillants ont bombardé les positions républicaines à longue distance, puis se sont rapprochés avec une ligne d'escarmouche suivie de trois colonnes. Díaz repoussa habilement les assaillants, puis envoya sa cavalerie traverser la rivière Miahuatlán pour attaquer de façon inattendue l'arrière droit des troupes impériales. Face à une  défaite certaine, le général Oronoz a fui la bataille. Ses forces ont perdu 70 morts et 400 prisonniers, les pertes républicaines furent de 59 morts et 14 blessés.
La victoire est due à l'utilisation imaginative du terrain et à la duperie de Díaz. Il plaça des tirailleurs dans le ravin de Nogales et un groupe de paysans armés dans un champ de maguey en face, à l'abri des regards. Díaz s'est alors fait remarquer sur la crête d'une colline à l'arrière. Sa cavalerie s'est retirée vers lui poursuivie par les forces impériales, qui ont été prises dans un mortel tir croisé des troupes républicaines cachées. 
Alors que Díaz lance un assaut frontal mené par Manuel González (qui deviendra plus tard président de la République) contre les forces impériales, l'attaque surprise de cavalerie par l'arrière fait la différence. 

## Conséquences
À la suite de la bataille, les forces de Díaz ont été reconstituées avec la prise d'environ 1 000 fusils, deux pièces de campagne et plus de 50 mules chargées de munitions. Il a pu reprendre son avancée avec peu d'opposition et atteindre Oaxaca le 8 octobre 1866.
Dans ses mémoires, Díaz a décrit la bataille comme l'action la plus stratégique et la plus brillamment menée pendant la deuxième intervention française au Mexique. Cette victoire et celle de la bataille de La Carbonera lui ont donné une renommée nationale[réf. nécessaire].